# Mercier–Hochelaga-Maisonneuve
Pour les articles homonymes, voir Mercier, Hochelaga et Maisonneuve.
 (janvier 2024).
Si vous disposez d'ouvrages ou d'articles de référence ou si vous connaissez des sites web de qualité traitant du thème abordé ici, merci de compléter l'article en donnant les références utiles à sa vérifiabilité et en les liant à la section « Notes et références ».
Mercier–Hochelaga-Maisonneuve est un arrondissement de la ville de Montréal. D'une superficie de 24,5 km2, il compte une population de 140 411 habitants en 2021, avec une densité de population de 5 528 habitants au km². Il s'agit de l'arrondissement de Montréal où le plus grand nombre de personnes parlent exclusivement le français à la maison (85 %) au recensement de 2016.
Il est composé de trois principaux quartiers, Hochelaga-Maisonneuve, Mercier-Ouest et Mercier-Est (appelé aussi Tétreaultville). L'arrondissement se situe à l'est de la ville de Montréal, le long du fleuve Saint-Laurent. L'autoroute 25 le traverse entre les quartiers de Mercier-Ouest et Mercier-Est.

## Géographie

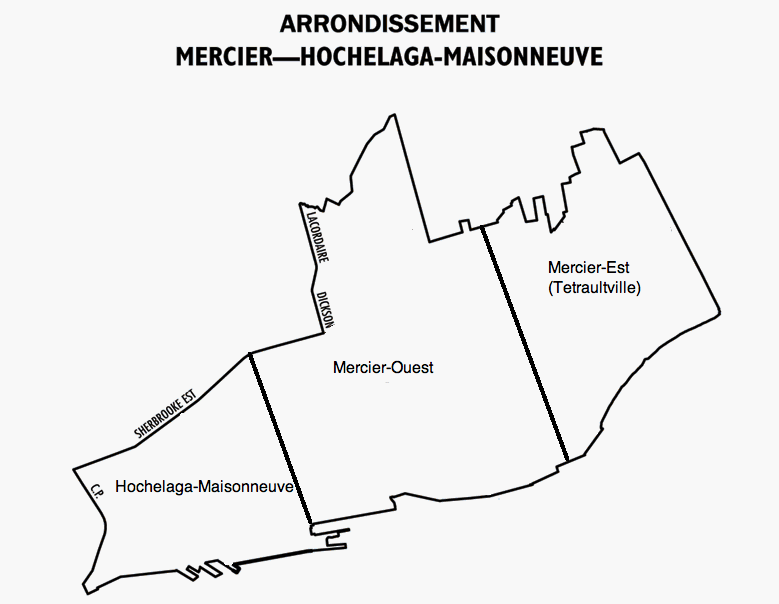
L'arrondissement et ses trois grands quartiers.

### Quartiers sociologiques
Bien que davantage de petits quartiers forment le territoire de Mercier–Hochelaga-Maisonneuve, l'arrondissement est généralement reconnu comme étant constitué de trois grands quartiers, soit Hochelaga-Maisonneuve à l'ouest, Mercier-Ouest au centre et Tétreaultville (ou Mercier-Est) à l'est.
- Guybourg
- Hochelaga
- Hochelaga-Maisonneuve
- Longue-Pointe
- Maisonneuve
- Mercier
- Tétreaultville
- Viauville

### Quartiers de référence
Les quartiers de référence sont des entités statistiques et de planification utilisées par l'administration municipale de la Ville de Montréal. Les suivants sont situés dans l'arrondissement : 
- Q21 Louis-Riel
- Q22 Dupéré (d)
- Q23 Tétreaultville
- Q24 Beaurivage (d)
- Q25 Guybourg (d)
- Q26 Longue-Pointe
- Q27 Hochelaga (d)
- Q28 Maisonneuve
- Q29 Préfontaine (d)

## Histoire

### Avant la constitution en arrondissement
L'arrondissement de Mercier–Hochelaga-Maisonneuve a été constitué en paroisses qui ont été annexées à la ville de Montréal jusqu'en 1918[pas clair]. Le nom de l’arrondissement rappelle Honoré Mercier, homme politique influent du XIXe siècle, le village indien d’Hochelaga, et le cofondateur de Montréal, Paul de Chomedey, sieur de Maisonneuve.
Autrefois, cet arrondissement constituait l’un des centres industriels de Montréal et du Québec, en raison de la proximité du port. Il se composait de trois quartiers ouvriers. Ces quartiers portent les noms de Mercier-Ouest, Mercier-Est (connu aussi sous le nom du quartier de Tétreaultville) et Hochelaga-Maisonneuve. Au fil des ans[Quand ?], une grande partie des usines ont fermé leurs portes et depuis, le quartier traverse une période difficile[Quand ?], caractérisée par une recrudescence de la pauvreté et du chômage.
L'ouverture du Jardin botanique de Montréal (1931), du Stade olympique (1976) et du Biodôme (1992) allait amener graduellement le développement d'un pôle récréo-touristique important dans la partie nord de l'arrondissement.
En 1976, la ligne verte du métro de Montréal relie l'arrondissement au centre-ville.

### Constitution en arrondissement
Dans le cadre de la réorganisation des municipalités du Québec au début des années 2000, toutes les municipalités de la région administrative de Montréal sont fusionnées sous le nom de « Ville de Montréal » et le territoire est subdivisé en arrondissements, soit une nouvelle forme d'entité de gouvernance locale. C'est ainsi que les secteurs du sud-est de l'ancienne ville de Montréal sont choisis pour former l'« arrondissement de Mercier–Hochelaga-Maisonneuve », le 1er janvier 2002.

## Démographie
Le tableau suivant fait état de l'évolution de la population de Mercier–Hochelaga-Maisonneuve depuis 2006, soit le premier recensement canadien après la constitution de l'arrondissement en 2002.
| 2006    | 2011    | 2016    | 2021    | 2026 |
| ------- | ------- | ------- | ------- | ---- |
| 129 110 | 131 483 | 136 024 | 140 627 | -    |

## Administration
En tant qu'arrondissement montréalais, Mercier–Hochelaga-Maisonneuve est dirigé en premier lieu par un conseil d'arrondissement chargé des affaires locales puis par le conseil de ville de Montréal, chargé de certaines matières qui concernent l'ensemble de la ville. En raison de son poids démographique au sein de la ville de Montréal, l'ensemble des membres du conseil d'arrondissement siège également au conseil de ville.
L'arrondissement est subdivisé en quatre districts électoraux, chacun représenté par un conseiller de ville, soit Hochelaga, Louis-Riel, Maisonneuve-Longue-Pointe et Tétreaultville.
Pour le mandat 2021-2025, le maire de Mercier–Hochelaga-Maisonneuve est Pierre Lessard-Blais de Projet Montréal.
| Fonction               | Fonction                   | 2005–2009 | 2005–2009                           | 2009–2013 | 2009–2013                           | 2013–2017 | 2013–2017                                | 2017–2021 | 2017–2021                                | 2021–2025 | 2021–2025                                |
| ---------------------- | -------------------------- | --------- | ----------------------------------- | --------- | ----------------------------------- | --------- | ---------------------------------------- | --------- | ---------------------------------------- | --------- | ---------------------------------------- |
| Maire d'arrondissement | Maire d'arrondissement     |           | Lyn Thériault Faust Vision Montréal |           | Réal Ménard Vision Montréal         |           | Réal Ménard Coalition Montréal           |           | Pierre Lessard-Blais Projet Montréal     |           | Pierre Lessard-Blais Projet Montréal     |
| Conseiller             | Hochelaga                  |           | Laurent Blanchard Vision Montréal   |           | Laurent Blanchard Vision Montréal   |           | Éric Alan Caldwell Projet Montréal       |           | Éric Alan Caldwell Projet Montréal       |           | Éric Alan Caldwell Projet Montréal       |
| Conseiller             | Louis-Riel                 |           | Richer Dompierre Vision Montréal    |           | Lyn Thériault Faust Vision Montréal |           | Karine Boivin Roy Ensemble Montréal      |           | Karine Boivin Roy Ensemble Montréal      |           | Alba Zuniga Ramos Ensemble Montréal      |
| Conseiller             | Maisonneuve– Longue-Pointe |           | Claire St-Arnaud Vision Montréal    |           | Louise Harel Vision Montréal        |           | Laurence Lavigne Lalonde Projet Montréal |           | Laurence Lavigne Lalonde Projet Montréal |           | Alia Hassan-Cournol Projet Montréal      |
| Conseiller             | Tétreaultville             |           | Gaëtan Primeau Vision Montréal      |           | Gaëtan Primeau Vision Montréal      |           | Richard Celzi Ensemble Montréal          |           | Suzie Miron Projet Montréal              |           | Julien Hénault-Ratelle Ensemble Montréal |

### Représentation provinciale
Au niveau des circonscriptions provinciales, l'arrondissement est à cheval sur trois circonscriptions distinctes.
- La circonscription de Hochelaga-Maisonneuve est représentée à l'Assemblée nationale par le député Alexandre Leduc, issu de Québec solidaire.
- La circonscription de Camille-Laurin est représentée à l'Assemblée nationale par le député Paul St-Pierre Plamondon, issu du  Parti québécois.
- La circonscription d’Anjou–Louis-Riel est représentée à l'Assemblée nationale par la députée Karine Boivin Roy, issue de la Coalition avenir Québec.

### Représentation fédérale
Au niveau fédéral, l'arrondissement est à cheval sur deux circonscriptions distinctes.
- L'ouest de l'arrondissement est représenté par la députée de la circonscription d'Hochelaga, soit Soraya Martinez Ferrada du Parti libéral du Canada.
- L'est de l'arrondissement est représenté par le député de la circonscription de La Pointe-de-l'Île, soit Mario Beaulieu du Bloc québécois.

## Attraits
- Stade olympique de Montréal, construit pour les Jeux olympiques d'été de 1976
- Habitat reproduit de la forêt amazonienne au Biodôme.Parc olympique de Montréal
- Biodôme
- Planétarium

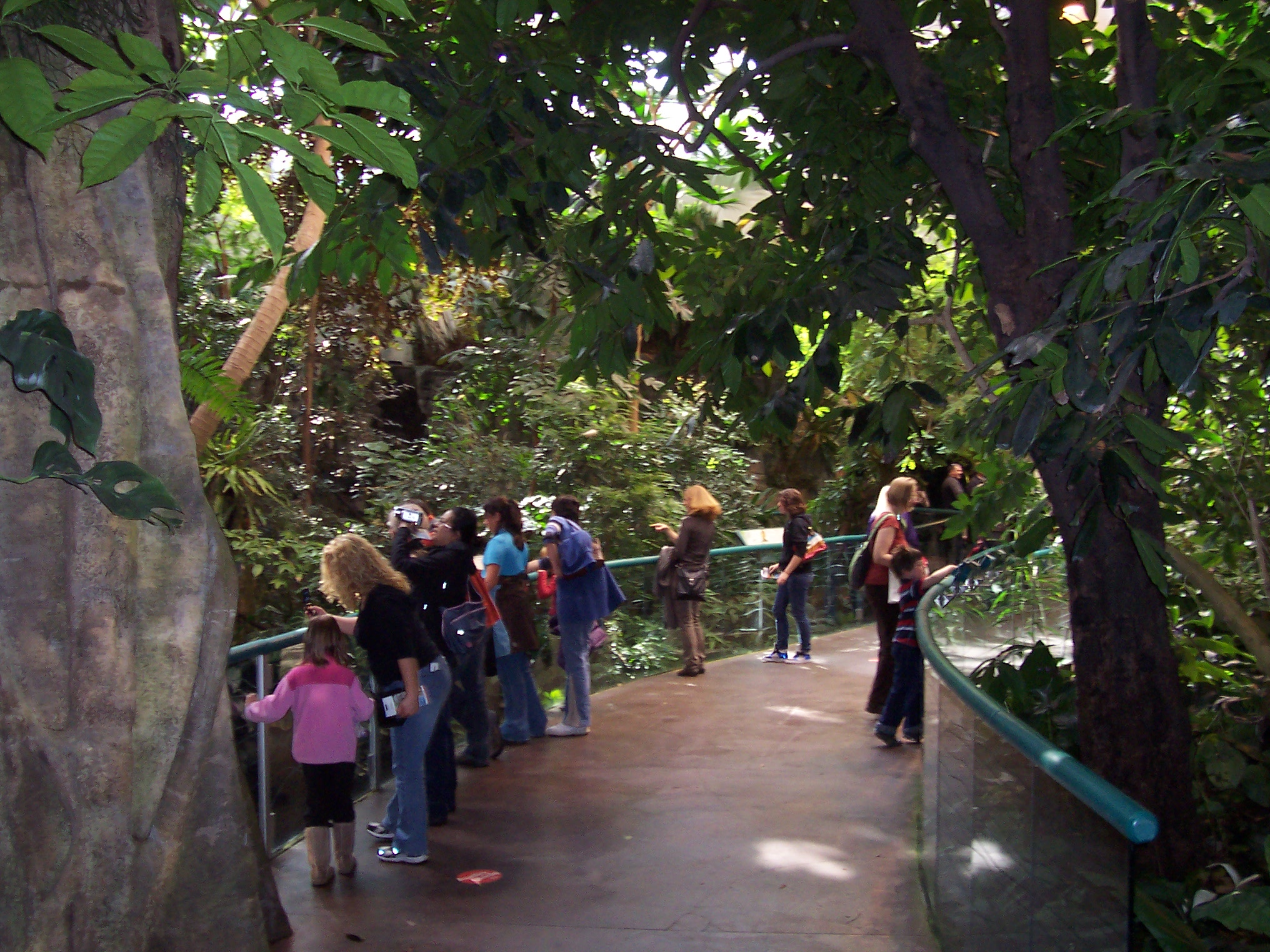
Habitat reproduit de la forêt amazonienne au Biodôme.

- Promenade Bellerive, un parc riverain
- Parc de la Capture-d'Ethan-Allen
- Marché Maisonneuve
- Le marché Maisonneuve et le Stade olympique, en arrière-plan.Bibliothèque Maisonneuve
- Église du Très-Saint-Nom-de-Jésus

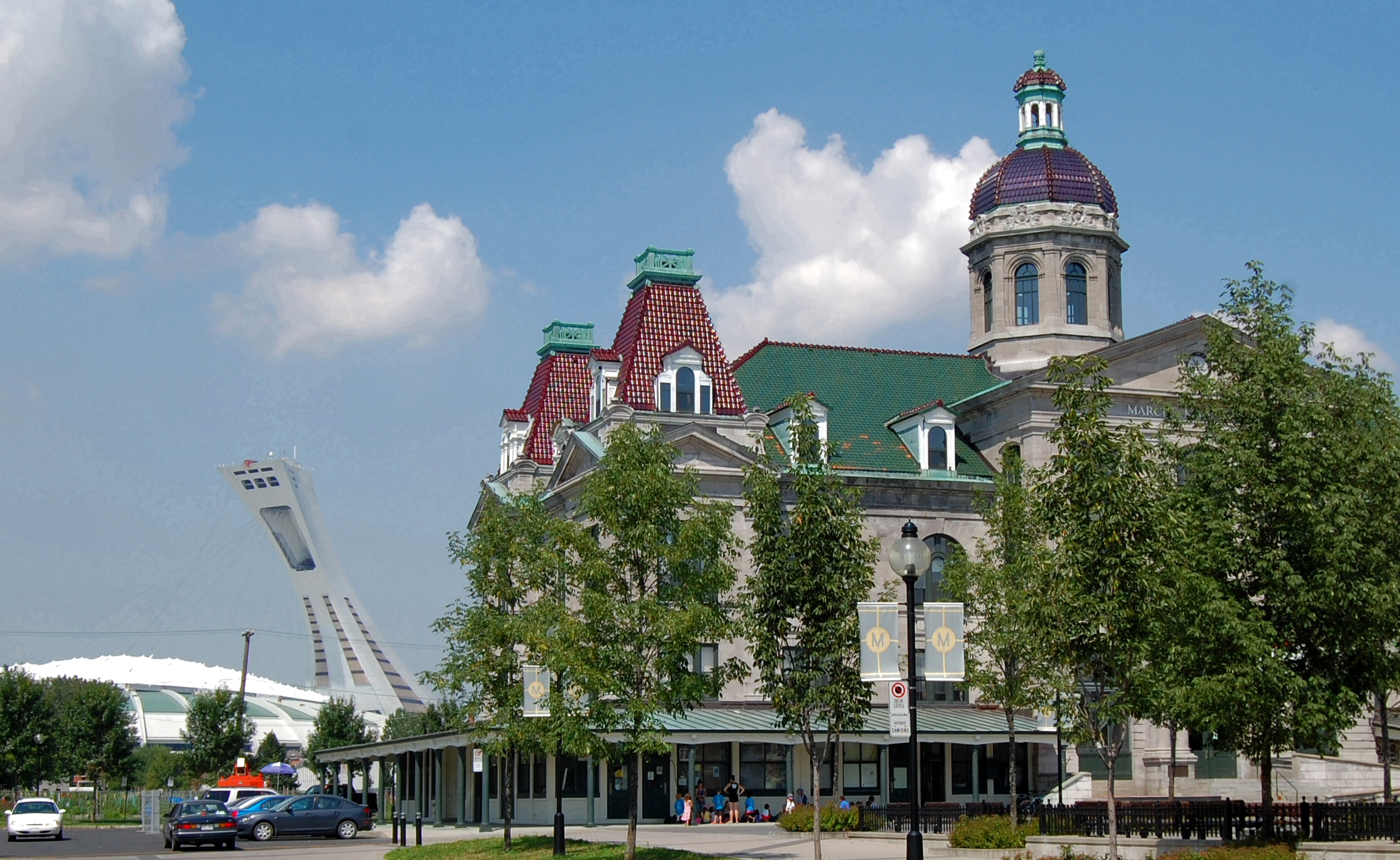
Le marché Maisonneuve et le Stade olympique, en arrière-plan.

- Église Nativité-de-la-Sainte-Vierge-d’Hochelaga
- Place Versailles, un centre commercial
- Château Dufresne
- Bain Morgan rénové en 2024[9].

## Espaces verts

### Parcs

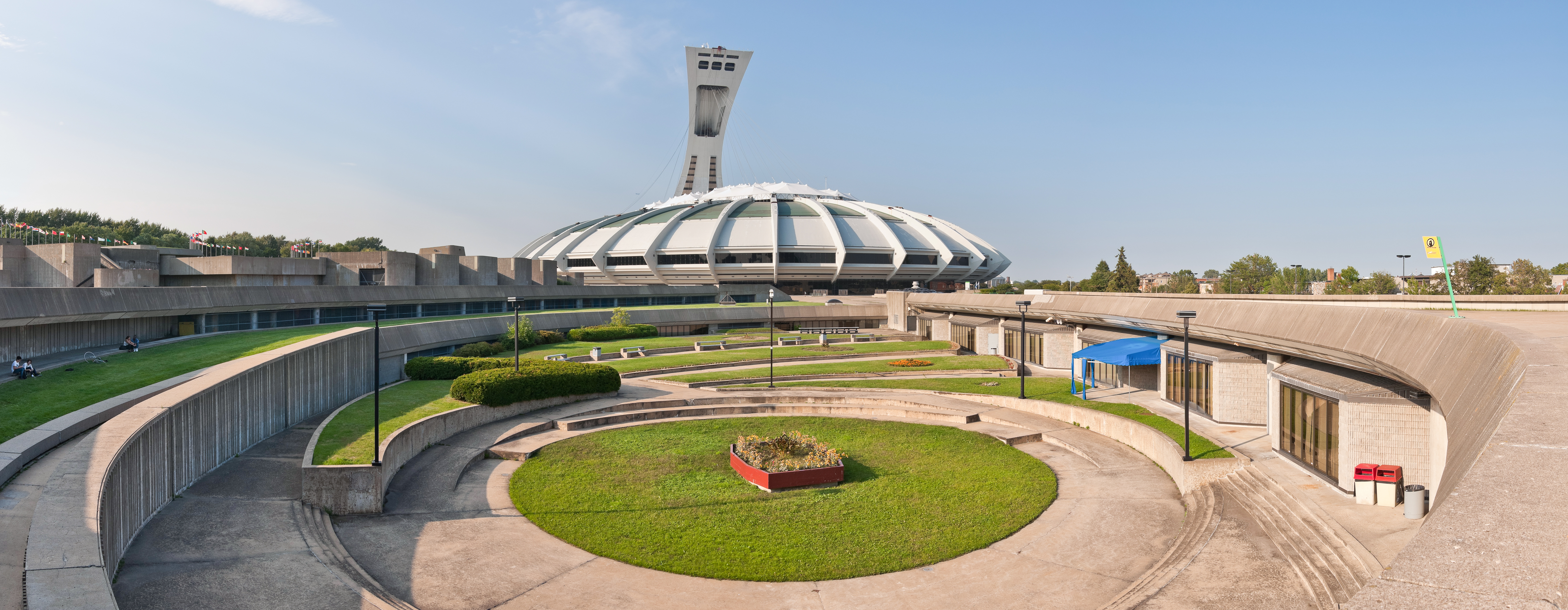
Le parc olympique de Montréal.

En plus de compter le seul parc olympique de toute la métropole, l'arrondissement compte un total de 85 parcs de superficies variables et dont les activités offertes diffèrent.

### Jardins communautaires
L'arrondissement compte un total de 12 jardins communautaires répartis sur tout le territoire.
| Nom                                                 | Superficie | Emplacement                              |
| --------------------------------------------------- | ---------- | ---------------------------------------- |
| Arc-en-sol                                          | 5 367 m2   | rue Arcand / avenue Pierre-De Coubertin  |
| B.P. Tétreaultville                                 | 3 875 m2   | rue Aubry / rue De Marseille             |
| Cabrini (annexe)                                    | 334 m2     | rue Cabrini / boulevard Rosemont         |
| Dupéré                                              | 7 842 m2   | rue Saint-Donat / rue de Forbin-Janson   |
| Hochelaga                                           | 940 m2     | rue Cuvillier / rue La Fontaine          |
| Institut universitaire en santé mentale de Montréal | 3 400 m2   | rue De Marseille / rue du Trianon        |
| Jacques-Charbonneau (aussi appelé « Cabrini »)      | 3 857 m2   | rue Cabrini / rue Beaubien               |
| Maisonneuve                                         | 8 124 m2   | rue Letourneux / rue de Rouen            |
| Marseille                                           | 2 365 m2   | rue Du Quesne / rue De Marseille         |
| Monsabré                                            | 5 791 m2   | rue Monsabré / rue de Toulouse           |
| Pierre-Bernard                                      | 1 742 m2   | rue Bisaillon / boulevard Pierre-Bernard |
| Souligny                                            | 6 378 m2   | rue A.-A.-Desroches / avenue Souligny    |

## Transport
Mercier–Hochelaga-Maisonneuve bénéficie d'une offre de transport variée qui repose sur plusieurs infrastructures. Le côté montréalais du pont-tunnel Louis-Hippolyte-La Fontaine est située dans l'arrondissement. La desserte par transport en commun dans l'arrondissement, tout comme dans l'ensemble de la ville de Montréal, est assurée par la Société de transport de Montréal, ce qui n'empêche pas toutefois d'autres organismes publics de transport en commun d'avoir des points de desserte dans l'arrondissement vers d'autres municipalités. Plusieurs voies de circulation d'envergure rejoignent ou traversent également l'arrondissement.

### Métro
La ligne verte du métro de Montréal traverse d'est en ouest l'ensemble de l'arrondissement et neuf stations de métro y sont d'ailleurs établies:
- Honoré-Beaugrand
- Radisson
- Langelier
- Cadillac
- Assomption
- Viau
- Pie-IX
- Joliette
- Préfontaine

### Autobus
La Société de transport de Montréal (STM) assure le transport par autobus dans l'arrondissement et vers les arrondissements avoisinants. Toutefois, la présence du terminus métropolitain Radisson dans l'arrondissement engendre la présence de plusieurs lignes d'autobus provenant d'autres sociétés de transport.

#### Société de transport de Montréal

##### Service de jour
- 18 Beaubien
- 22 Notre-Dame
- 25 Angus
- 26 Mercier-Est
- 28 Honoré-Beaugrand
- 29 Rachel
- 32 Lacordaire
- 33 Langelier
- 34 Sainte-Catherine
- 44 Armand-Bombardier
- 67 Saint-Michel
- 85 Hochelaga
- 97 Avenue-du-Mont-Royal
- 125 Ontario
- 131 De l'Assomption
- 136 Viau
- 139 Pie-IX
- 141 Jean-Talon-Est
- 185 Sherbrooke
- 186 Sherbrooke-Est
- 187 René-Lévesque
- 189 Notre-Dame
- 197 Rosemont

##### Service de navettes Or
- 258 Navette Or Hochelaga-Maisonneuve
- 259 Navette Or Mercier-Ouest

##### Service de nuit
- 353 Lacordaire/Maurice-Duplessis
- 355 Pie-IX
- 362 Hochelaga/Notre-Dame
- 364 Sherbrooke/Joseph-Renaud
- 370 Rosemont

##### Service express
- 428 Express Parcs industriels de l'Est
- 432 Express Lacordaire
- 439 Express Pie-IX
- 444 Express Cégep Marie-Victorin
- 448 Express Maurice-Duplessis
- 449 Express Rivière-des-Prairies
- 467 Express Saint-Michel
- 486 Express Sherbrooke
- 487 Express Bout-de-l'Île

#### Autres sociétés de transport

##### Réseau de transport de Longueuil
- 61 Boucherville
- 461 Express de Touraine / de Montarville / Radisson

##### Société de transport de Laval
- 925 Saint-François

##### Exo L'Assomption
- 100 L'Assomption / Repentigny
- 200 Express Repentigny
- 300 Repentigny
- 400 Repentigny

##### Exo Terrebonne-Mascouche
- 30 Terrebonne
- 30G Terrebonne
- 40 Lachenaie
- 140 Lachenaie

##### Transport de la MRC de Joliette
- 50 Joliette
- 125 Saint-Donat

### Voies de circulation
Les principales voies d'orientation nord-sud de l'arrondissement sont: 
- le boulevard Pie-IX
- la rue Viau
- la rue Lacordaire
- la rue Dickson
- le boulevard Langelier
- l'autoroute 25
- la rue des Ormeaux

Les principales voies d'orientation est-ouest de l'arrondissement sont: 
- la rue Beaubien
- la rue Sherbrooke
- la rue Hochelaga
- la rue Ontario
- la rue Sainte-Catherine
- la rue Notre-Dame